# Frieda von Richthofen

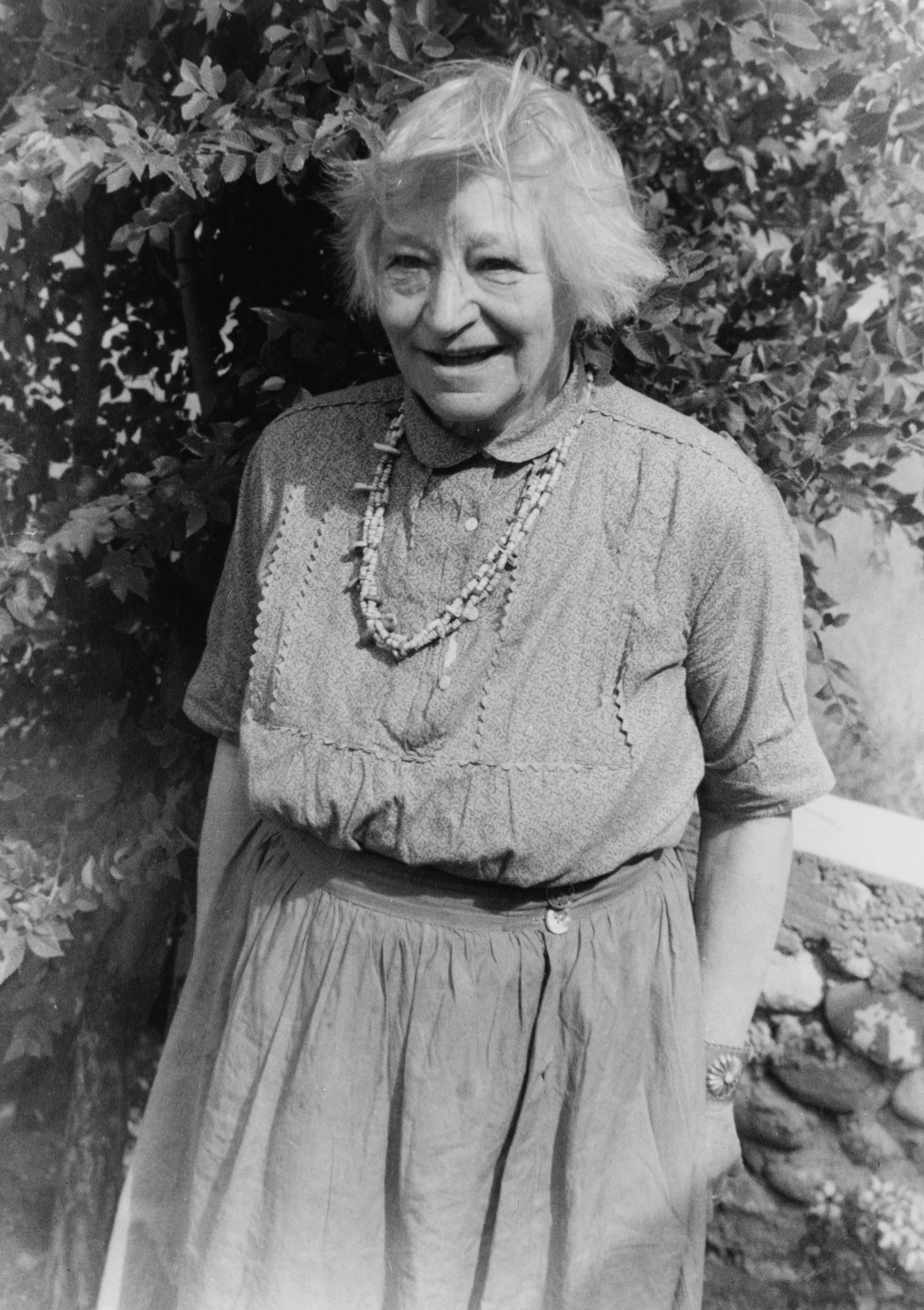
Frieda von Richthofen im Jahr 1950

Frieda von Richthofen (* 11. August 1879 in Metz als Emma Maria Frieda Johanna Freiin von Richthofen; † 11. August 1956 in Taos), verheiratete Frieda Weekley, später Frieda Lawrence, war eine deutsche Schriftstellerin und Übersetzerin. Sie war unter anderem mit dem Schriftsteller D. H. Lawrence verheiratet.

## Leben
Frieda von Richthofens Vater war der deutsche Baron Friedrich Carl Louis Ernst Emil von Richthofen (1845–1915), ein Ingenieur in der deutschen Armee, ihre Mutter Anna Elise Lydia, geborene Marquier (1851–1930).
Obwohl die Familie evangelisch war, wurde Frieda im Herbst 1896 von ihren Eltern auf die angesehene römisch-katholische Klosterschule des Frauenklosters Sankt Christiana in Sablon in der Nähe des südlichen Stadtrands von Metz geschickt.
Frieda heiratete am 29. August 1899 den Briten Ernest Weekley (1865–1954), der Professor für Französisch in Nottingham wurde und mit dem sie drei Kinder hatte, Charles Montague (* 1900), Elsa Agnes Frieda (* 1902) und Barbara Joy (* 1904). Während ihrer Ehe mit Weekley übersetzte sie Schillers Balladen und Ludwig Bechsteins Märchen ins Englische.
Vor allem durch ihre ältere Schwester Else von Richthofen (1874–1973), die 1902 Edgar Jaffé geheiratet hatte, kam Frieda in Kontakt zu Intellektuellen und Schriftstellern, einschließlich der Soziologen und Nationalökonomen Max und Alfred Weber, des Psychoanalytikers Otto Gross und der Schriftstellerin Fanny Reventlow.

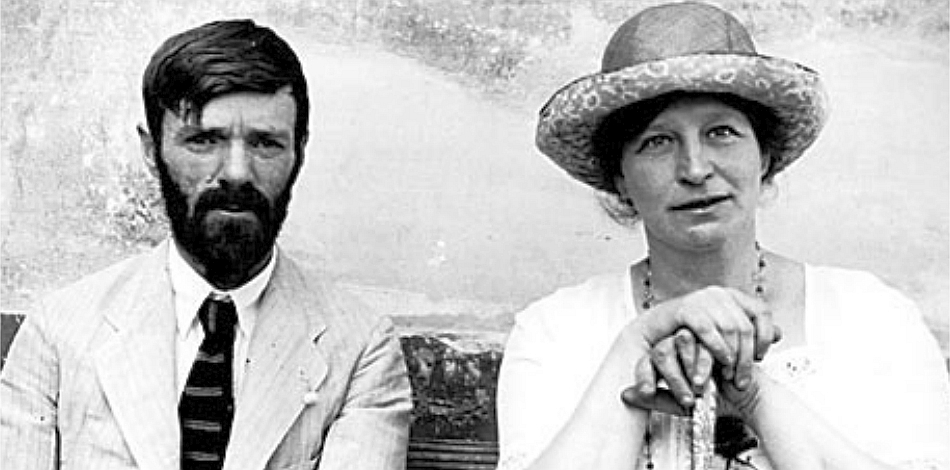
D. H. Lawrence und Frieda von Richthofen 1914

1912 traf sie D. H. Lawrence, einen Studenten ihres Mannes, und verliebte sich in ihn. Sie verließ ihren Mann und ihre Kinder und ging mit Lawrence zunächst nach Metz. Nach ihrer Scheidung von Weekley heirateten Frieda und Lawrence 1914. Das Leben mit Lawrence war nicht leicht: Lawrence hatte infolge einer Tuberkulose eine angegriffene Gesundheit, und seine Einnahmen als Schriftsteller waren gering. Sie zogen von einem Ort zum anderen, bis sie sich schließlich in Taos (New Mexico) niederließen. Nach Lawrences Tod in Vence (Frankreich) am 2. März 1930 kehrte Frieda nach Taos zurück. Am 31. Oktober 1950 heiratete sie Angelino Ravagli.
Frieda Lawrence starb an ihrem 77. Geburtstag in Taos.
Sie war eine entfernte Verwandte von Manfred von Richthofen.